# Епархия Сан-Габриел-да-Кашуэйры
 Епархия Сан-Габриел-да-Кашуэйры  (лат. Dioecesis Cachoëirensis) — епархия Римско-Католической церкви с центром в городе Сан-Габриел-да-Кашуэйра, Бразилия. Епархия Сан-Габриел-да-Кашуэйры входит в митрополию Манауса. Кафедральным собором епархии Сан-Габриел-да-Кашуэйры является церковь Святого Архангела Гавриила.

## История
19 октября 1910 года Святой Престол учредил апостольскую префектуру Риу-Негру, которая была поручена монахам из монашеского ордена салезианцев. 1 мая 1925 года Римский папа Пий XI выпустил буллу «Christianae religionis», которой преобразовал апостольскую префектуру Риу-Негру в территориальную прелатуру, присоединив её к архиепархии Белен-до-Пара.
16 февраля 1952 года территориальная прелатура Риу-Негру была присоединена к митрополии Манауса.
30 октября 1980 года территориальная прелатура Риу-Негру была преобразована в епархию Риу-Негру.
21 октября 1981 года епархия Риу-Негру была переименована в епархию Сан-Габриел-да-Кашуэйры.

## Ординарии епархии
- епископ Pedro Massa (5.04.1941 — 13.06.1967);
- епископ Michele Alagna Foderá (13.06.1967 — 27.02.1988);
- епископ Walter Ivan de Azevedo (27.02.1988 — 23.02.2002);
- епископ José Song Sui-Wan (23.01.2002 — 4.03.2009);
- епископ Edson Taschetto Damian (4.03.2009 — по настоящее время).

## Источник
- Annuario Pontificio, Libreria Editrice Vaticana, Città del Vaticano, 2003, ISBN 88-209-7422-3
- Булла Christianae religionis, AAS 17 (1925), стр. 567  (лат.)